# Mark Payne
Mark Christopher Payne (Lubbock, 17 giugno 1988) è un ex cestista statunitense.